# Møde
Et møde er en samling af mindst to personer, der er indkaldt med henblik på at fremme en eller flere fælles sager gennem verbal kommunikation.
Hensigten med mødet er ofte udtrykt gennem en dagsorden, der er en liste over sager, der skal behandles på mødet.
Almindelige mødetyper er afdelingsmødet, projektgruppemødet, direktionsmødet, orienteringsmødet, bestyrelsesmødet samt ikke-arbejdsrelaterede møder som forældremødet og generalforsamlingen i boligforeningen.
Samlinger af to eller flere personer kaldes ikke møder, hvis de ikke fremmer en fælles sag (som f.eks. et kursus, en reception eller en fest) eller hvis denne fremme ikke primært sker gennem verbal kommunikation (som i en orkesterprøve, en fodboldkamp eller en arbejdsweekend i børnehaven).
Et møde kan ledes af en mødeleder, hvis primære ansvar er at sammensætte en dagsorden, indkalde til mødet og afvikle det. En facilitator er en moderne mødeleder, der betjener sig af facilitering. Ud over mødets indhold, som angivet på dagsordenen, er facilitator især opmærksom på mødets form eller proces (tid, afveksling, energi, involvering osv.), med henblik på at skabe både resultater på mødet og medejerskab blandt mødedeltagerne til resultaterne.